# BibSonomy
BibSonomy es un servicio de marcadores sociales y un sistema para compartir publicaciones. Se orienta a integrar funcionalidades propias de un sistema de marcadores junto a características propias de un sistema de gestión de publicaciones para equipos. BibSonomy ofrece a sus usuarios la posibilidad de almacenar y organizar sus marcadores y publicaciones, además de dar soporte a la participación de diferentes comunidades y personas para ofrecer una plataforma social de intercambio de literatura científica.
Tanto las entradas de marcadores como de publicaciones se pueden etiquetar para ayudar a estructurar y reencontrar la información. Dado que los términos descriptivos se pueden escoger libremente, la asignación de las etiquetas por parte de usuarios diferentes crea un vocabulario espontáneo, incontrolado: una folcsonomía. En BibSonomy, la focsonomía evoluciona en función de la participación de grupos de investigación, comunidades de aprendizaje y usuarios individuales, según organizan sus propias necesidades de información.
Las entradas de publicaciones en BibSonomy se guardan en formato BibTeX. La exportación en otros formatos como EndNote o HTML (p. e. para creación de una lista de la publicaciones) es posible.
El servicio fue desarrollado por un equipo de estudiantes y científicos del Instituto de Conocimiento e Ingeniería de Datos, el grupo DMIR de la Universidad de Wurzburgo y el L3S Learning Lab Lower Saxony de Hannover y se aloja principalmente en servidores de la Universidad de Kassel. Desde el 17 de noviembre de 2008, el código fuente de BibSonomy está disponible bajo licencia GNU LGPL.

Desde el 12 de marzo de 2014, el código fuente de la aplicación web de BibSonomy se encuentra disponible bajo licencia GNU AGPL.